# Chengfeng, Heilongjiang
Chengfeng (kinesiska: 乘风乡, 乘风) är en socken i Kina. Den ligger i provinsen Heilongjiang, i den nordöstra delen av landet, omkring 160 kilometer nordväst om provinshuvudstaden Harbin.
Genomsnittlig årsnederbörd är 717 millimeter. Den regnigaste månaden är juli, med i genomsnitt 204 mm nederbörd, och den torraste är januari, med 5 mm nederbörd.